# Cordia ucayaliensis
Cordia ucayaliensis là loài thực vật có hoa trong họ Mồ hôi. Loài này được (I.M.Johnst.) I.M.Johnst. mô tả khoa học đầu tiên năm 1935.